# Joseph Arens
Joseph (Josy) Arens (Aarlen, 30 mei 1952 – Bouge, 10 december 2024) was een Belgisch politicus voor Les Engagés en voorlopers.

## Levensloop
Arens werd licentiaat in de economische en sociale politiek en werd beroepshalve paardenfokker. Van 1988 tot 1995 was hij kabinetsmedewerker van Guy Lutgen, minister in de Waalse Regering.
Hij werd lid van de PSC, de voorloper van de partijen cdH en Les Engagés, en werd voor deze partij in oktober 1988 verkozen tot gemeenteraadslid van Attert, waar hij van februari tot december 1994 schepen was en sinds begin 1995 burgemeester was. Ook was hij van 2000 tot 2001 provincieraadslid van Luxemburg.
Arens was van oktober 1995 tot juni 1999 tevens lid van de Kamer van volksvertegenwoordigers ter opvolging van toenmalig federaal minister Jean-Pol Poncelet en van augustus 2001 tot mei 2014 was hij opnieuw lid van de Kamer. Van 2014 tot 2019 was Arens dan voor het arrondissement Aarlen-Marche-Bastenaken lid van het Waals Parlement en van het Parlement van de Franse Gemeenschap. Na de verkiezingen van mei 2019 werd Arens voor de derde maal Kamerlid, ditmaal tot in 2024. Bij de verkiezingen van juni 2024 werd hij laatste opvolger op de Europese lijst van Les Engagés.
Hij ijverde voor de erkenning van de Luxemburgse taal en cultuur in het land van Aarlen.

## Onderscheidingen
- Ridder in de "Ordre de Mérite du Grand-Duché de Luxembourg".
- Ridder in de Leopoldsorde